# Anochetus
Anochetus é um gênero de insetos, pertencente a família Formicidae.

## Espécies
- Anochetus africanus
- Anochetus agilis
- Anochetus altisquamis
- Anochetus ambiguus
- Anochetus angolensis
- Anochetus armstrongi
- Anochetus bequaerti
- Anochetus bispinosus
- Anochetus brevidentatus
- Anochetus brevis
- Anochetus cato
- Anochetus chirichinii
- Anochetus conisquamis
- Anochetus consultans
- Anochetus corayi
- Anochetus diegensis
- Anochetus dubius
- Anochetus elegans
- Anochetus emarginatus
- Anochetus estus
- Anochetus evansi
- Anochetus exstinctus
- Anochetus faurei
- Anochetus filicornis
- Anochetus fricatus
- Anochetus fuliginosus
- Anochetus ghilianii
- Anochetus gladiator
- Anochetus gracilis
- Anochetus graeffei
- Anochetus grandidieri
- Anochetus haytianus
- Anochetus horridus
- Anochetus inca
- Anochetus incultus
- Anochetus inermis
- Anochetus intermedius
- Anochetus isolatus
- Anochetus jonesi
- Anochetus kanariensis
- Anochetus katonae
- Anochetus kempfi
- Anochetus levaillanti
- Anochetus longifossatus
- Anochetus longispinus
- Anochetus lucidus
- Anochetus madagascarensis
- Anochetus madaraszi
- Anochetus maynei
- Anochetus mayri
- Anochetus micans
- Anochetus minans
- Anochetus mixtus
- Anochetus modicus
- Anochetus muzziolii
- Anochetus myops
- Anochetus natalensis
- Anochetus neglectus
- Anochetus nietneri
- Anochetus obscuratus
- Anochetus obscurior
- Anochetus orchidicola
- Anochetus oriens
- Anochetus orientalis
- Anochetus pangens
- Anochetus paripungens
- Anochetus pellucidus
- Anochetus peracer
- Anochetus princeps
- Anochetus pubescens
- Anochetus punctaticeps
- Anochetus pupulatus
- Anochetus rectangularis
- Anochetus risii
- Anochetus rothschildi
- Anochetus rufus
- Anochetus rugosus
- Anochetus sedilloti
- Anochetus seminiger
- Anochetus shohki
- Anochetus simoni
- Anochetus siphneus
- Anochetus splendidulus
- Anochetus striatulus
- Anochetus strigatellus
- Anochetus subcoecus
- Anochetus taiwaniensis
- Anochetus talpa
- Anochetus targionii
- Anochetus testaceus
- Anochetus traegaordhi
- Anochetus tua
- Anochetus turneri
- Anochetus undet
- Anochetus vallensis
- Anochetus variegatus
- Anochetus vexator
- Anochetus yerburyi
- Anochetus yunnanensis